# Mychajłowe (obwód połtawski)
Mychajłowe (ukr. Михайлове) – wieś na Ukrainie, w obwodzie połtawskim, w rejonie połtawskim, w hromadzie Kotelwa. W 2001 liczyła 199 mieszkańców.